# Марково (Лесковский сельсовет, Вологодский район)
Ма́рково — деревня в Вологодском районе Вологодской области.
Входит в состав Лесковского сельского поселения, с точки зрения административно-территориального деления — в Лесковский сельсовет.
Расстояние по автодороге до районного центра Вологды — 23 км, до центра муниципального образования Лесково — 8 км. Ближайшие населённые пункты — Починок, Водогино, Кедрово.
По переписи 2002 года население — 34 человека (15 мужчин, 19 женщин). Всё население — русские.